# Spitzkopf-Wasserfloh
Der Spitzkopf-Wasserfloh (Daphnia cristata) ist eine Art aus der Gattung der Daphnien (Daphnia).
Weibchen werden bis zu 1,5 Millimeter lang. Der Körper ist glasartig durchsichtig und seitlich stark abgeflacht. Der Kopfpanzer ist nach hinten ausgezogen in einen Zipfel. Ein Naupliusauge ist nicht vorhanden. Das Rostrum ist lang und spitz. Die Fühlerbörstchen der ersten Antennen erstrecken sich bis weit hinter die Spitze des Rostrum. Der Kopf ist sehr veränderlich. Der Schwanzstachel ist immer dünn und lang. Das Facettenauge ist klein.
Daphnia cristata kommt östlich der Weichsel sowie in Südschweden vor.

## Belege
- Heinz Streble, Dieter Krauter: Das Leben im Wassertropfen. Mikroflora und Mikrofauna des Süßwasser. Ein Bestimmungsbuch. Franckh-Kosmos Verlag, Stuttgart 2008, ISBN 978-3-440-11966-2.